# Wapen van Swichum

Wapen van Swichum

Het wapen van Swichum is het dorpswapen van het Nederlandse dorp Swichum, in de Friese gemeente Leeuwarden. Het wapen werd in 1994 geregistreerd.

## Beschrijving
De blazoenering van het wapen luidt als volgt:
In azuur een korenschoof vergezeld van twee klaverbladeren, alles van goud; en een vrijkwartier van keel, beladen met een vuurslag van goud.
De heraldische kleuren zijn: azuur (blauw), goud (goud) en keel (rood).

## Symboliek
- Korenschoof: ontleend aan het wapen van de familie Van Aytta. Het bekendste lid van deze familie is Viglius van Aytta, staatsman in dienst van Karel V en Filips II.[3]
- Klaverbladen: verwijzen naar het agrarische karakter van het dorp.[3]
- Vuurslag: zinnebeeld van de Orde van het Gulden Vlies, van welke orde Viglius van Aytta ook kanselier was.[3]

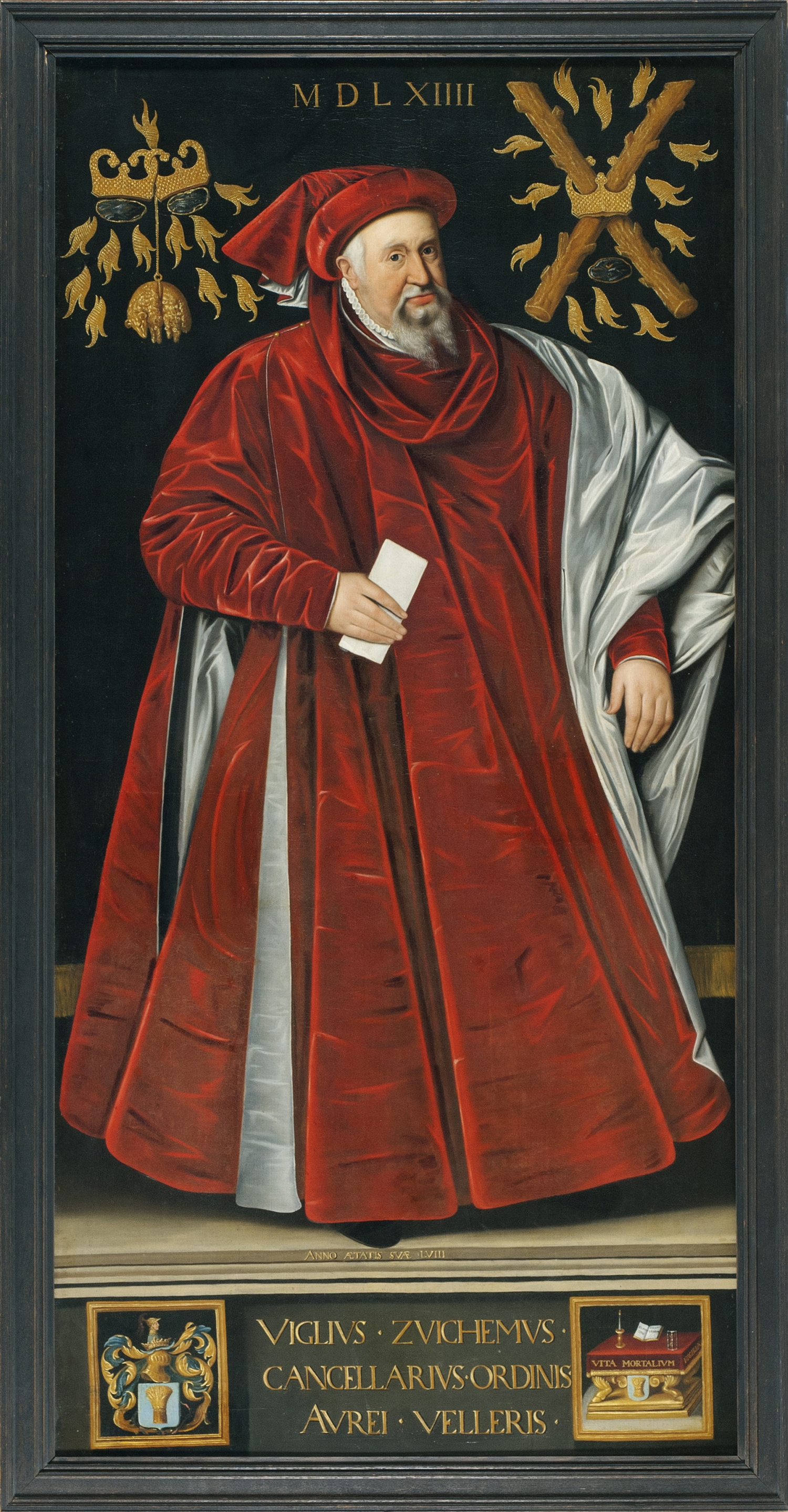
Portret van Viglius van Aytta met linksboven de versierselen van de Orde van het Gulden Vlies en linksonder het wapen met de korenschoof.

## Zie ook

Vlag van Swichum